# Lipiec 2007 w sporcie
Zobacz też: Lipiec 2007 · Zmarli w lipcu 2007 · Lipiec 2007 w Wikinews

## 29 lipca

### Kolarstwo
- Hiszpan Alberto Contador z grupy Discovery wygrał 94 edycję Tour de France. Ostatni etap na Polach Elizejskich wygrał Daniele Bennati.

## 28 lipca

### Kolarstwo
- Levi Leipheimer z grupy Discovery wygrał dziewiętnasty etap Tour de France. Amerykanin wyprzedził na 55,5 kilometrowym odcinku z Cognac do Angoulême aż o 51 sekund Cadela Evansa. Liderem pozostał Alberto Contador.

### Żużel
- Grand Prix Czech 2007
  - Duńczyk Nicki Pedersen wygrał rozegrany w Pradze zawody o Wielką Nagrodę Czech. W finale wyprzedził dwóch reprezentantów Polski: Jarosława Hampela i Rune Holte (Norwega startujący pod polską flagą). Po raz pierwszy w historii Grand Prix na podium stanęło dwóch polskich żużlowców.

## 27 lipca

### Piłka nożna
- Rozpoczął się 72. sezon I ligi Polskiej. W pierwszym meczu beniaminek Ruch Chorzów wygrał z drużyną Groclin Grodzisk Wielkopolski 4:1. Tytułu broni Zagłębie Lubin.

### Kolarstwo
- Sandy Casar z grupy La Française des Jeux wygrał osiemnasty etap Tour de France, prowadzący z Cahors do Angoulême o długości 211 kilometrów. Liderem pozostał Alberto Contador.

## 26 lipca

### Kolarstwo
- Daniele Bennati z grupy Lampre wygrał siedemnasty etap Tour de France, prowadzący z Pau do Castelsarrasin o długości 188,5 kilometra. Liderem został Hiszpan Alberto Contador.

## 25 lipca

### Kolarstwo
- Lider Tour de France Michael Rasmussen wygrał szesnasty etap tego wyścigu. Trasa przebiegała z Orthez do Gourette-Col d'Aubisque i miała długość 218,5 kilometra.

Michael Rasmussen został wycofany przez drużynę Rabobank z Touru. Powodem było nie stawianie się na kontrole antydopingowe Duńczyka.
Cristian Moreni i grupa Cofidis zostały wycofane z Touru. Powodem tej decyzji było podejrzenie o branie dopingu przez Włocha.

## 24 lipca

### Kolarstwo
- Aleksandr Winokurow wraz z grupą Astana wycofały się z Tour de France. Powodem tej decyzji było podejrzenie o branie dopingu Kazacha.

## 23 lipca

### Kolarstwo
- Aleksandr Winokurow z grupy Astana wygrał piętnasty etap Tour de France, prowadzący z Foix do Loudenvielle o długości 196 kilometrów. Liderem pozostał Michael Rasmussen.

### Piłka nożna
- Polonia Bytom i Ruch Chorzów otrzymały licencję na grę w Ekstraklasie.

## 22 lipca

### Kolarstwo
- Alberto Contador z grupy Discovery wygrał czternasty etap Tour de France, prowadzący z Mazamet do Plateau-de-Beille o długości 197 kilometrów. Liderem pozostał Michael Rasmussen.

### Formuła 1
- Hiszpan Fernando Alonso wygrał Grand Prix Europy Formuły 1. Drugi na mecie toru Nürburg uplasował się Brazylijczyk Felipe Massa, a trzeci był Australijczyk Mark Webber.

## 21 lipca

### Kolarstwo
- Aleksandr Winokurow z grupy Astana wygrał trzynasty etap Tour de France. W czasówce wokół Albi Kazach był bezkonkurencyjny wyprzedzając o 1 minutę i 14 sekund Cadela Evansa. Liderem pozostał Michael Rasmussen.

## 20 lipca

### Kolarstwo
- Tom Boonen z grupy Quick Step-Innergetic wygrał dwunasty etap Tour de France, prowadzący z Montpellier do Castres o długości 178,5 kilometra. Liderem pozostał Michael Rasmussen.

## 19 lipca

### Kolarstwo
- Robert Hunter z grupy Barloworld wygrał z finiszu jedenasty etap Tour de France, prowadzący z Marsylii do Montpellier o długości 182,5 kilometra. Liderem pozostał Michael Rasmussen.

## 18 lipca

### Kolarstwo
- Francuz Cedric Vasseur z grupy Quick Step-Innergetic wygrał dziesiąty etap Tour de France, prowadzący z Tallard do Marsylii i o długości 229,5 kilometra. Na finiszu wyprzedził czterech zawodników z ucieczki. Liderem pozostał Michael Rasmussen.

## 17 lipca

### Kolarstwo
- Kolumbijczyk Mauricio Soler wygrał dziewiąty etap Tour de France, prowadzący z Val d’Isère do Briançon i o długości 159,5 kilometra. Liderem pozostał Michael Rasmussen.

## 15 lipca

### Piłka siatkowa
- Siatkarze Brazylii pokonali reprezentację Rosji 3:1 (18:25 25:23, 28:26, 25:22) w finałowym spotkaniu Ligi Światowej 2007. Polacy przegrali 3:1 (25:19, 25:21, 22:25, 25:19) z USA i zajęli 4. miejsce.

### Kolarstwo
- Ponowna zmiana lidera Tour de France. Zwycięzca ósmego etapu Duńczyk Michael Rasmussen wygrywając ósmy etap Wielkiej Pętli. Góral wygrał 165 kilometrowy etap z Le Grand-Bornand do Tignes.

### Piłka nożna
- Brazylia po raz ósmy wygrała Copa América. W finale, który został rozegrany w Caracas pokonali 3:0 Argentynę.

## 14 lipca

### Kolarstwo
- Niemiec Linus Gerdemann został liderem Tour de France wygrywając siódmy etap Wielkiej Pętli. Trasa odcinka przebiegała między miejscowościami Bourg-en-Bresse i Le Grand-Bornand i miała długość 197 kilometrów. Był to pierwszy z zaplanowanych w Alpach etap.

### Piłka siatkowa
- Polska przegrała z Brazylią 3:1 (23:25, 25:23, 21:25 ,23:25) mecz o finał turnieju finałowego Ligi Światowej w Katowicach. Rywalem Canarinhos będą Rosjanie, który w drugim półfinale pokonali USA 3:1.

## 13 lipca

### Kolarstwo
- Tom Boonen z Quick Step-Innergetic wygrał szósty etap Tour de France z Semur-en-Auxois do Bourg-en-Bresse o długości 200 kilometrów. Na finiszu wyprzedzając Óscara Freire. Liderem pozostał Fabian Cancellara.

### Piłka siatkowa
- Polska wygrała drugi mecz podczas turnieju finałowego Ligi Światowej w Katowicach pokonując USA 3:0 (25:22, 36:34, 25:23). W innym spotkaniu Brazylia wygrała z Rosją 3:1.

## 12 lipca

### Kolarstwo
- Filippo Pozzato z Liquigas wygrał piąty etap Tour de France z Chablis do Autun o długości 182,5 kilometra. Na finiszu wyprzedzając Óscara Freire. Liderem pozostał Fabian Cancellara.

### Piłka siatkowa
- Rosja i USA wygrały swoje spotkania pokonując odpowiednio Bułgarię i Francji 3:0 podczas drugiego dnia turnieju finałowego Ligi Światowej siatkarzy.

## 11 lipca

### Kolarstwo
- Thor Hushovd z Crédit Agricole wygrał czwarty etap Tour de France z Villers-Cotterets do Joigny o długości 193 kilometrów. Na finiszu wyprzedzając Roberta Huntera. Liderem pozostał Fabian Cancellara.

### Piłka siatkowa
- Polska wygrała pierwszy mecz podczas turnieju finałowego Ligi Światowej w Katowicach pokonując reprezentację Francji 3:2 (38:36, 19:25, 21:25, 25:21, 15:11). W innym spotkaniu Bułgaria wygrała z Brazylią również takim samym stosunkiem setów.

## 10 lipca

### Kolarstwo
- Lider Tour de France Fabian Cancellara wygrał najdłuższy etap w tegorocznej Wielkiej Pętli. Na finiszu wyprzedzając Erika Zabela. Trzeci etap prowadził z belgijskiego Waregem do francuskiego Compiegne i miał długość 236 kilometrów.

## 9 lipca

### Piłka nożna
- W meczu eliminacyjnym Pucharu Intertoto Legia Warszawa grała w Wilnie z Vetrą Vilnius. Gospodarze do przerwy prowadzili 2:0. W trakcie przerwy chuligani z Warszawy wbiegli na boisko, niszcząc przy tym jedną bramkę.

Mecz przerwano. Po tym zdarzeniu kibice przenieśli się na ulice Wilna.

### Kolarstwo
- Belg Gert Steegmans z teamu Quick Step-Innergetic wygrał drugi etap Tour de France prowadzącego z Dunkierki do Gandawy w Belgii, wyprzedzając na finiszu Toma Boonena.

## 8 lipca

### Tenis ziemny
- Szwajcar Roger Federer rozstawiony z numerem 1 wygrał męski turniej Wimbledonu, pokonując w finale Hiszpana Rafaela'a Nadala 7-6(7), 4-6, 7-6(3), 2-6, 6-2.

### Kolarstwo
- Australijczyk Robbie McEwen z teamu Predictor-Lotto wygrał pierwszy etap tegorocznego Tour de France prowadzącego z Londynu do Canterbury w Anglii, wyprzedzając na finiszu Norwega Thora Hushovda.

### Formuła 1
- Fin Kimi Räikkönen wygrał Grand Prix Wielkiej Brytanii Formuły 1. Drugi na mecie toru Silverstone uplasował się Hiszpan Fernando Alonso, a trzeci był Brytyjczyk Lewis Hamilton.

## 7 lipca

### Piłka nożna
- W pierwszym, inauguracyjnym meczu Pucharu Azji w piłce nożnej, Irak zremisował z Tajlandią 1:1.

### Tenis ziemny
- Amerykanka Venus Williams rozstawiona z numerem 23 wygrała kobiecy turniej Wimbledonu, pokonując w finale Francuzkę Marion Bartoli 6-4, 6-1.

### Kolarstwo
- Szwajcar Fabian Cancellara z teamu CSC wygrał prolog w Londynie do 94. edycji Tour de France o długości 7,9 kilometra do wyścigu Tour de France. Drugi był Niemiec Andreas Klöden. Zwycięzca został liderem TdF.

## 4 lipca

### Olimpizm
- Rosyjskie miasto Soczi został wybrany organizatorem 22. Zimowych Igrzysk Olimpijskich pokonując w ostatecznym głosowaniu południowo-koreański Pjongczang 51:47.

## 3 lipca

### Piłka nożna
- O godzinie 23:00, w meczu Mistrzostw Świata w Piłce Nożnej dla reprezentacji poniżej lat 20, odbywających się w Kanadzie, Reprezentacja Polski uległa reprezentacji Stanów Zjednoczonych 1:6. Jedyną bramkę dla Polski strzelił w 5 minucie Dawid Janczyk, zawodnik Legii Warszawa.

### Żeglarstwo
- Team Alinghi wygrał Regaty o Puchar Ameryki w finałowej walce pokonując Team New Zealand. Broniąc trofeum wywalczone 4 lata wcześniej.

## 1 lipca

### Lekka atletyka
- Zakończyły się 83. Mistrzostwa Polski w Lekkiej Atletyce. Zawody odbyły się na Stadionie Olimpii Poznań. Na szczególną uwagę zasługuje Małgorzata Trybańska, która w skoku w dal osiągnęła nowy rekord życiowy (6,80 m). Jest to jednocześnie czwarty rezultat w Polsce w skoku w dal. Po raz 10. mistrzem Polski w rzucie młotem został Szymon Ziółkowski, natomiast Krystyna Zabawska po raz 15. została mistrzynią Polski w pchnięciu kulą.

### Formuła 1
- Fin Kimi Räikkönen wygrał Grand Prix Francji Formuły 1. Drugi na mecie toru Magny-Cours uplasował się Brazylijczyk Felipe Massa, a trzeci był Brytyjczyk Lewis Hamilton.